# Luče moje
Luče moje je 18. studijski album Dragane Mirković, izdan 2006., u nakladi RTS/PGP-a. 

## Popis pjesama
1. Ako me ostaviš ( V.Graić - D.Damjanović - arr M.Mare )
2. Pečat na usnama ( Kobac -V.Petković )
3. Na kraju ( Marko Nikolić )
4. Sudbina (V.Graić - V. Petković - arr.M.Mare )
5. Luče moje ( P.Stokanović - A.Kobac )
6. Luda kao ja ( I.Dedić - J.Jovanović )
7. Ljubi il ubij ( I.Dedić - J.Jovanović )
8. Danak ljubavi ( S.M.Mare )
9. Hoću sve (Marko Nikolić )
10. Teci mi kroz vene ( V.Molcanov - S.Grujić - arr Z.Timitić )
11. Depresivan dan ( Kobac - V.Petković )
12. Nepoželjna ( I.Dedić - J.Jovanović)

## O albumu
Album je ustvari bio "povratnički", jer je Dragana, nakon izdavanja CD-a Trag u Vremenu, uzela dvogodišnju pauzu te se preselila s obitelji u Njemačku. Album je zamišljen kao nešto novo, neki novi turbo zvuk, pa se upravo zbog toga razlikuje od svih njenih prethodnih albuma koji su isključivo Folk žanra.
Važno je napomenuti da su tekstopisci napravili dobar posao, a najviše se ističu imena poput Dražena Damjanovića, V. Petkovića, Marka Nikolića, J. Jovanovića, S. Grujića, Mare-a i drugih. CD je sniman u glazbenog studiju "Galaxy", a promotivne fotografije je, kao i uvijek, napravio Dejan Miličević.

## Spotovi
Od spotova za pjesme s albuma "Luče moje", možemo izdvojiti one za pjesme Teci mi kroz vene, Ljubi il ubij, Luče moje, Na kraju priče itd.

## Vanjske poveznice
- Službena stranica Dragane Mirković